# Palazzo Frammarino

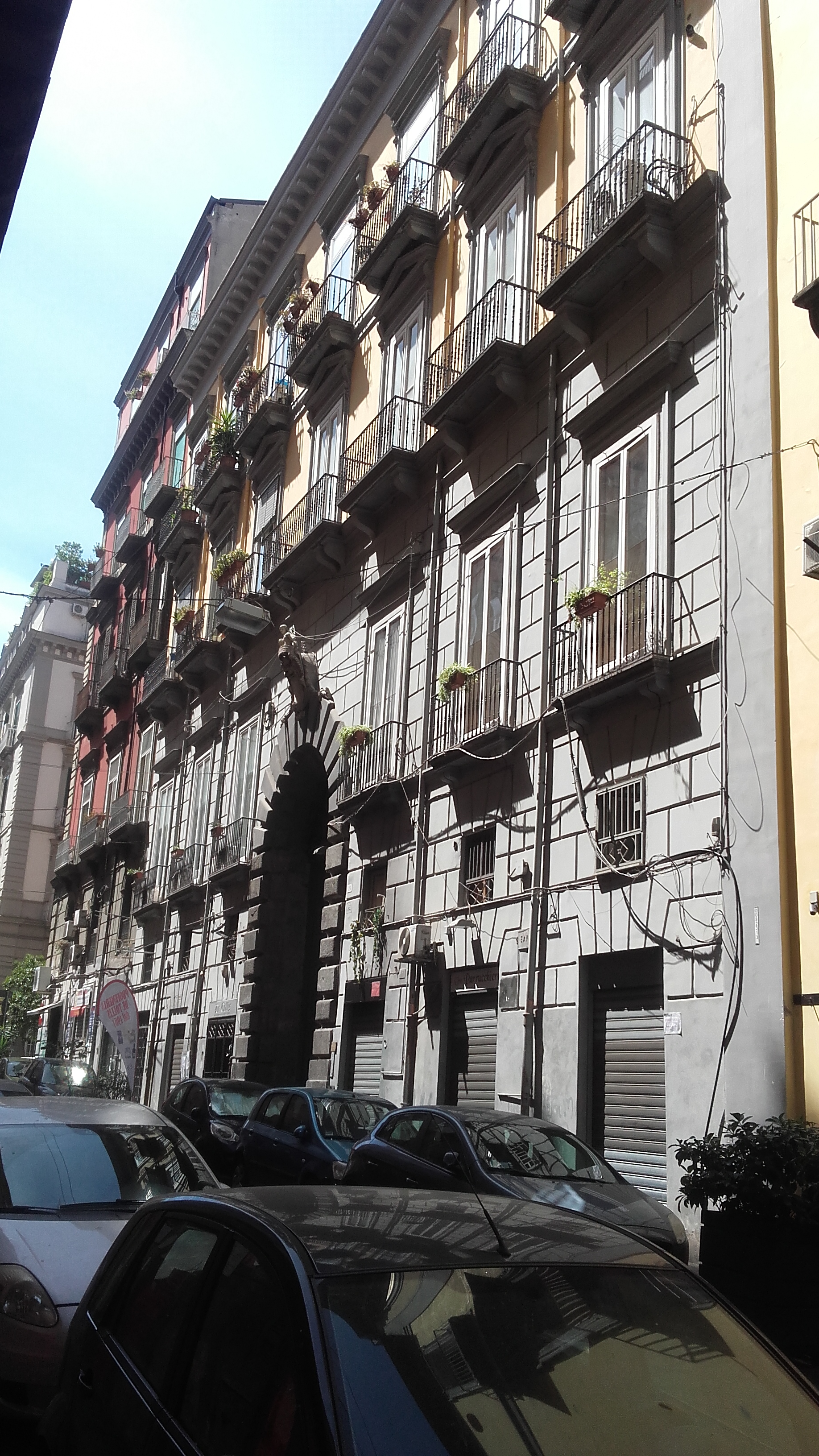
Palazzo Frammarino in Neapel: Fassade

Der Palazzo Frammarino ist ein Palast aus dem 17. Jahrhundert im Viertel San Lorenzo in Neapel in der italienischen Region Kampanien. Er liegt in der Via Luigi Settembrini, 26.

## Geschichte
Der Palast wurde im 17. Jahrhundert im Auftrag der Fürsten Frammarino errichtet. Heute ist er ein privates Mietshaus und nicht öffentlich zugänglich.

## Beschreibung
An dem Palast sind noch die Formen des 17. Jahrhunderts zu erkennen.  Von besonderer Schönheit ist der Innenhof, der von Loggien umgeben ist. Vor der Urbanisierung der Gegend gehörte auch ein großer Garten zu dem Anwesen.